# Suberites heros
Suberites heros är en svampdjursart som beskrevs av Schmidt 1870. Suberites heros ingår i släktet Suberites och familjen Suberitidae. Inga underarter finns listade i Catalogue of Life.